# 什未林湖

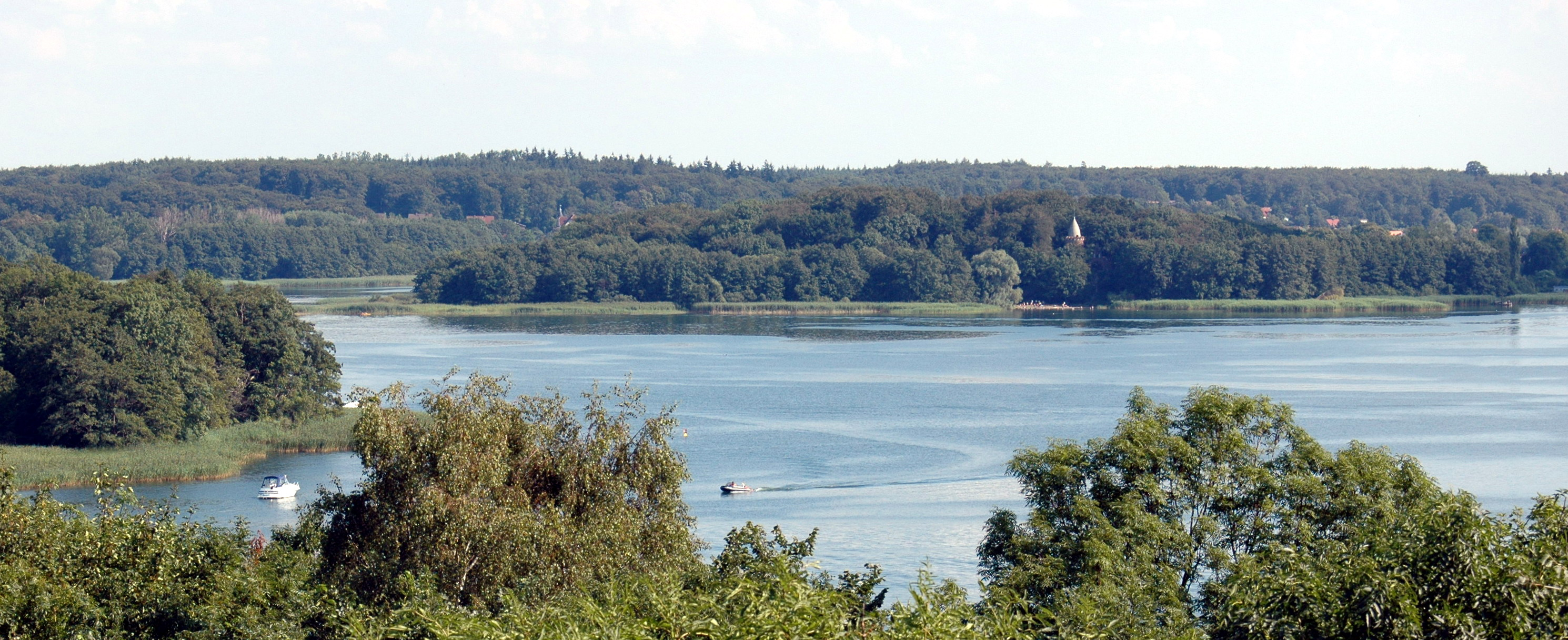

53°38′N 11°28′E / 53.633°N 11.467°E
什未林湖（德語：Schweriner See，發音：[ʃveˈʁiːnɐ ˌzeː]）是德國北部梅克伦堡-前波美拉尼亚州境内的一个湖泊，位于州府什未林市和霍恩菲谢尔恩之间。属于冰蚀湖，長21公里、寬6公里，面積61.54平方公里，海拔高度37.6米，平均水深12.8米，最大水深52.4米。